# Meunasah Juerong
Meunasah Juerong is een bestuurslaag in het regentschap Pidie van de provincie Atjeh, Indonesië. Meunasah Juerong telt 215 inwoners (volkstelling 2010).